# 報恩
報恩（ほうおん、養老2年（718年）頃? - 延暦14年6月28日（795年7月18日））は奈良時代の修行僧。大和国または備前国津高郡駅郷波河村の人。

## 経歴
『奈良坊目拙解』によれば、養老2年（718年）頃に誕生。15歳（732年頃?）で出家。30歳（747年頃?）で、吉野山に入り、観世音呪を持し、4～5年程で、霊感を得た。『奈良坊目拙解』によれば吉野入山以前は、玄昉の弟子で、玄昉の観世音寺左遷と遷化を機に吉野山に入ったという。
天平勝宝4年（752年）10月8日、孝謙天皇の病を加持により癒し、勅により得度を許され、報恩の名を贈られた。また、孝謙から寝殿一宇を賜り、高市郡八多郷子島山に庵を結んだ。
一方で、天平勝宝年間に、備前国を遍歴し、金山寺など所謂「備前48ヶ寺」を開基したとも言われる。
天平宝字4年（760年）3月11日、大和国高市郡子島神社の近くに子島山の庵を移築し、国家の為に伽藍を建てて、子島寺と号し、一丈八尺観自在菩薩像と四大天王像を安置した。
長岡京時代に、桓武天皇の病を根本呪を50遍唱えて癒して、賞を給わった。山に帰る際、桓武は、内臣に鳳輦にかつがせて報恩を載せようとしたが、報恩はそれには乗らず徒歩で帰った。桓武は報恩の親族に官禄を賜い、報恩には封戸を与えた。『子島山寺建立縁起大師伝』によれば、これは延暦4年（785年）11月15日のことで、このとき「修行大十禅師」とされたという。また、『七大寺年表』延暦14年6月28日にも、「内供奉十禅師修行大法師報恩」と書かれている。なお、延暦4年は藤原種継暗殺事件と早良親王廃立があった年であるが、桓武の病については『続日本紀』に見えない。
この後、金峯山に宝塔を建てた。延暦14年（795年）6月28日、子島寺で示寂した。
弟子に清水寺開基・延鎮がいる。

## 備前48ヶ寺
- 金山寺
- 岡山寺
- 安住院
- 恩徳寺 (岡山市)
- 浄土寺 (岡山市)
- 明王寺 (岡山市)
- 餘慶寺
- 大賀島寺
- 静円寺 (瀬戸内市)
- 朝日寺 (瀬戸内市)
- 弘法寺 (瀬戸内市)
- 真光寺 (備前市)
- 福生寺 (備前市)
- 千光寺 (赤磐市)
- 妙光寺 (赤磐市)
- 正満寺 (赤磐市)
- 西光寺 (赤磐市)
- 成就寺 (岡山市)
- 円城寺 (岡山県吉備中央町)
- 光珍寺
- 龍泉寺 (岡山市)

## 伝記
- 虎関師錬『元亨釈書』巻9
- 卍元師蛮『本朝高僧伝』巻46
- 『子島山寺建立縁起大師伝』